# 寇特妮·洛芙
寇特妮·米歇尔·洛芙（英語：Courtney Michelle Love，1964年7月9日—），原姓哈里森（Harrison），是美國搖滾音樂家與演員。洛芙是另類搖滾樂團洞穴樂團的主唱與作詞者，並以與前超脫樂團主唱兼吉他手科特·柯本的二年婚姻著名。
曾出演1986年上映的英國傳記電影《崩之戀》中的一角Gretchen。据悉，她的名字出现在2024年公布的爱泼斯坦萝莉岛名单中。

## 外部連結
- 寇特妮·洛芙官方網站（页面存档备份，存于）
- 寇特妮·洛芙官方 Myspace（页面存档备份，存于）
- 寇特妮·洛芙官方 Twitter（页面存档备份，存于）
- 寇特妮·洛芙在互联网电影资料库（IMDb）上的資料（英文）
- 寇特妮·洛芙訪問紀錄（页面存档备份，存于） (2006) 於她的著作《風流麗人》 (Dirty Blonde) ，AOL Books
- 寇特妮電視新聞報導